# Tour della nazionale maschile di rugby a 15 dell'Argentina 2001
Nel 2001 la nazionale di rugby a 15 dell'Argentina, in fase di rinnovamento dopo le grandi prestazioni alla Coppa del Mondo di rugby 1999, si reca in Nuova Zelanda per un tour dove subisce una pesante sconfitta nei test contro gli All Blacks. Quindi, a fine anno, si reca in Europa.

## In Nuova Zelanda
A giugno i Pumas si recano in Nuova Zelanda, dove vengono travolti dagli All Blacks.
| Pukueoke 17 giugno 2001 | Counties Manukau | 26 – 70 | Argentina XV |  |

| Paeroa 19 giugno 2001 | Thames Valley | 26 – 70 | Argentina XV |  |

| Christchurch 23 giugno 2001 | Nuova Zelanda | 67 – 19 | Argentina |  |

| Rotorua 26 giugno 2001 | New Zealand Māori | 43 – 24 | Argentina XV |  |

## In Europa
Doppio successo di prestigio in Scozia e Galles. Nel frattempo la selezione "desarollo" (sviluppo) si aggiudica il campionato sudamericano.
| Pontypridd 6 novembre 2001 | Galles A | 14 – 30 | Argentina XV |  |

| Cardiff 10 novembre 2001 | Galles | 16 – 30 | Argentina | Millennium Stadium |

| Philliphaugh Selkirk 14 novembre 2001 | Scozia A | 40 – 35 | Argentina XV |  |

| Edimburgo 18 novembre 2001 | Scozia | 16 – 25 | Argentina | Murrayfield |